# Felicia Mihali

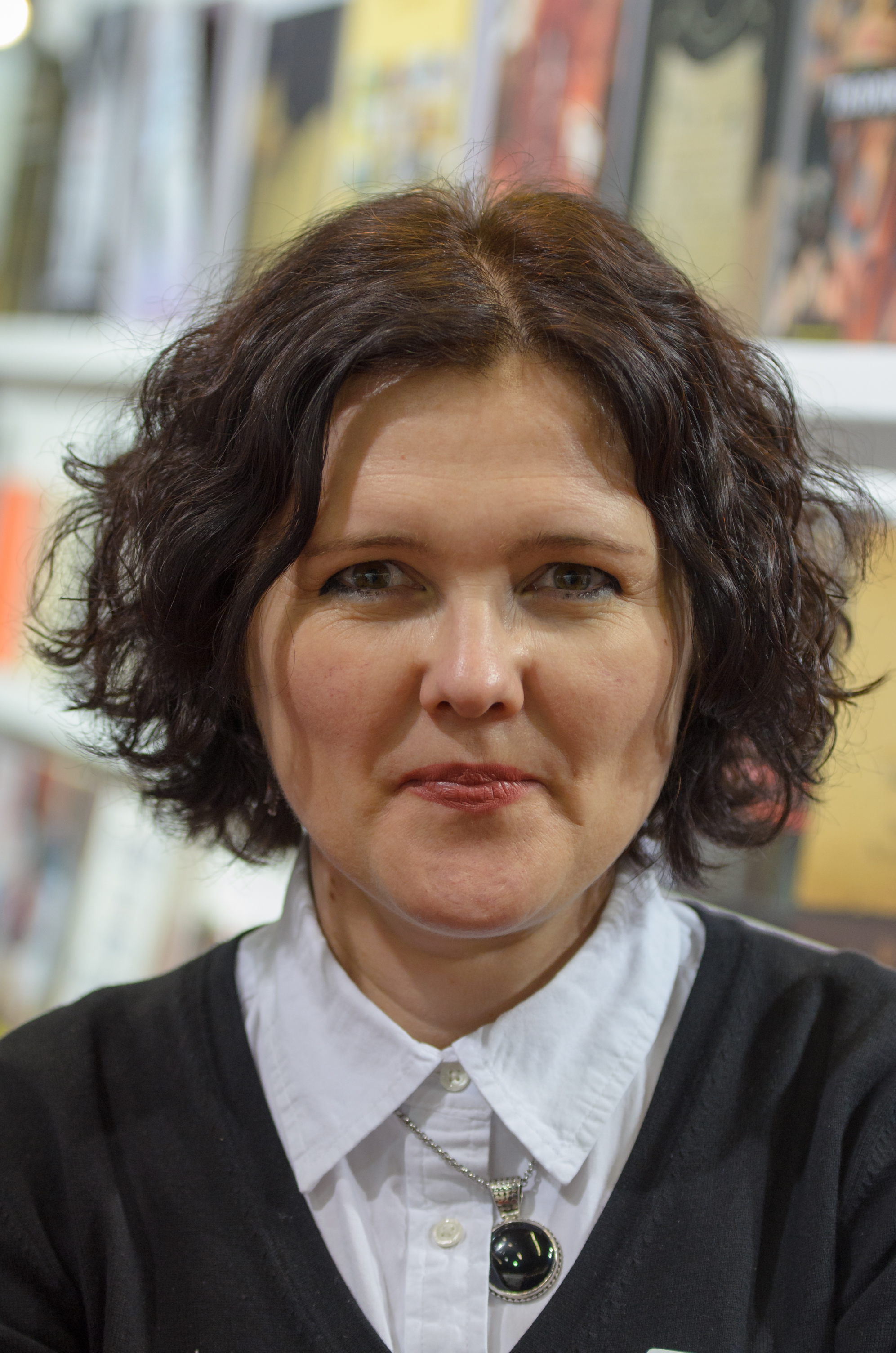
Felicia Mihali 2013.

Felicia Mihali, född 20 augusti 1967, är en rumänsk-kanadensisk författare och journalist. Hon arbetar som lärare i Montréal. Hennes romaner har ofta Kina som inspirationskälla och tema. Hennes litteratur författas på rumänska, men minst tre av hennes böcker har även översatts till franska. Den åttonde romanen från 2012, The Darling of Kandahar, översattes även till engelska och nominerades till Canada Reads 2013.